# Phước Bình, Bác Ái
Phước Bình là một xã thuộc huyện Bác Ái, tỉnh Ninh Thuận, Việt Nam.

## Địa lý
Xã Phước Bình nằm ở phía tây bắc huyện Bác Ái và là xã cực bắc của tỉnh Ninh Thuận, có vị trí địa lý:
- Phía đông và phía bắc giáp tỉnh Khánh Hòa
- Phía tây giáp tỉnh Lâm Đồng
- Phía nam giáp các xã Phước Hòa và Phước Tân.

Xã có diện tích 288,29 km², dân số năm 2019 là 4.585 người, mật độ dân số đạt 16 người/km².
Trên địa bàn xã có vườn quốc gia Phước Bình.

## Lịch sử
Trước đây, Phước Bình là một xã thuộc huyện Ninh Sơn.
Ngày 6 tháng 11 năm 2000, huyện Ninh Sơn được chia thành hai huyện Ninh Sơn và Bác Ái, xã Phước Bình chuyển sang trực thuộc huyện Bác Ái như hiện nay.